# Championnat de Malte de football 1988-1989
Navigation
Saison précédente Saison suivante
La saison 1988-1989 de Premier League Maltaise était la soixante-quatorzième édition de la première division maltaise.
Lors de cette saison, le Hamrun Spartans a tenté de conserver son titre de champion face aux huit meilleurs clubs maltais lors d'une série de matchs se déroulant sur toute l'année.
Les neuf clubs participants au championnat ont été confrontés à deux reprises aux huit autres.
C'est le Sliema Wanderers FC qui a été sacré champion de Malte pour la vingt-deuxième fois.
Deux places étaient qualificatives pour les compétitions européennes, la troisième place étant celle du vainqueur du Trophée Rothman 1988-1989.

## Qualifications en coupe d'Europe
À l'issue de la saison, le champion a participé au premier tour de la Coupe des clubs champions 1989-1990.
Le vainqueur du Trophée Rothman a pris la place pour la Coupe des coupes 1989-1990.
Le deuxième du championnat a pris la place en Coupe UEFA 1989-1990.

## Les neuf clubs participants
| Club                | Stade             | Capacité | Ville      |
| ------------------- | ----------------- | -------- | ---------- |
| Birkirkara-Luxol    | Infetti Ground    | 2 000    | Birkirkara |
| Floriana FC         | -                 | -        | Floriana   |
| Hamrun Spartans     | Victor Tedesco    | 6 000    | Hamrun     |
| Paola Hibernians FC | Hibernians Ground | 8 000    | Paola      |
| Naxxar Lions FC     | -                 | -        | Naxxar     |
| Rabat Ajax          | -                 | -        | Rabat      |
| Sliema Wanderers FC | Guze Fava Ground  | 4 000    | Sliema     |
| La Vallette FC      | -                 | -        | La Valette |
| Zurrieq FC          | -                 | -        | Zurrieq    |

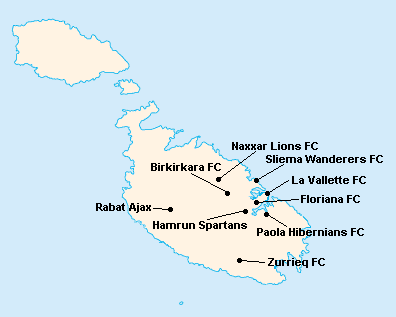
Localisation des clubs engagés dans le championnat.

L'île de Malte étant relativement petite, les clubs évoluent tous au stade National Ta'Qali (17 400 places). Certain cependant ont leur propre enceinte qu'ils peuvent éventuellement utiliser.

## Compétition

### Classement
| Rang | Équipe                  | Pts | J  | G  | N | P  | Bp | Bc | Diff |
| ---- | ----------------------- | --- | -- | -- | - | -- | -- | -- | ---- |
| 1    | Sliema Wanderers FC     | 26  | 16 | 11 | 4 | 1  | 32 | 16 | +16  |
| 2    | La Vallette FC          | 23  | 16 | 9  | 5 | 2  | 24 | 9  | +15  |
| 3    | Hamrun Spartans (T) (C) | 20  | 16 | 8  | 4 | 4  | 31 | 15 | +16  |
| 4    | Floriana FC             | 18  | 16 | 6  | 6 | 4  | 20 | 15 | +5   |
| 5    | Zurrieq FC              | 14  | 16 | 5  | 4 | 7  | 14 | 21 | -7   |
| 6    | Naxxar Lions FC (P)     | 12  | 16 | 3  | 6 | 7  | 10 | 22 | -12  |
| 7    | Paola Hibernians FC     | 12  | 16 | 2  | 8 | 6  | 16 | 21 | -5   |
| 8    | Rabat Ajax (P)          | 12  | 16 | 2  | 8 | 6  | 14 | 26 | -12  |
| 9    | Birkirkara FC           | 7   | 16 | 1  | 5 | 10 | 14 | 30 | -16  |

| Légende : Qualifications et relégations | Légende : Qualifications et relégations                                                     |
| --------------------------------------- | ------------------------------------------------------------------------------------------- |
|                                         | Coupe des clubs champions 1989-1990 (1er Tour)                                              |
|                                         | Coupe des coupes 1989-1990 (1er Tour)                                                       |
|                                         | Coupe UEFA 1989-1990 (1er Tour)                                                             |
|                                         | Relégation en First Division Maltaise                                                       |
|                                         | (T) : Tenant du titre 1987-1988 (P) : Promu en 1987-1988 (C) : Vainqueur du Trophée Rothman |

## Bilan de la saison
| Tableau d'Honneur       |                     |
| Compétition             | Vainqueur           |
| Premier League Maltaise | Sliema Wanderers FC |
| Trophée Rothman         | Hamrun Spartans     |
| Supercoupe de Malte     | Hamrun Spartans     |

| Qualifications européennes 1989-1990 |                     |
| Coupe des clubs champions            | Qualifiés           |
| 1er tour                             | Sliema Wanderers FC |
| Coupe des coupes                     | Qualifiés           |
| 1er tour                             | Hamrun Spartans     |
| Coupe UEFA                           | Qualifiés           |
| 1er tour                             | La Vallette FC      |

| Promotions et relégations           |                                       |
| Relégués en First Division Maltaise | Rabat Ajax Birkirkara FC              |
| Promus de First Division Maltaise   | Tarxien Rainbows FC Zebbug Rangers FC |